# Słowo Prawdy (czasopismo)
Słowo Prawdy – założony w 1925 miesięcznik chrześcijański o profilu ewangelikalnym, organ prasowy Kościoła Chrześcijan Baptystów w RP. Od 2010 jego redaktorem naczelnym jest pastor Mateusz Wichary. W 2014 roku czasopismo ukazywało się w nakładzie 660 egzemplarzy.

## Historia
W 1950 roku władze zabroniły wydawania czasopism religijnych, tłumacząc to trudnościami finansowymi Kościołów. Wydawanie miesięcznika wznowiono w roku 1957.

## Zawartość
Artykuły publikowane w „Słowie Prawdy” dotyczą biblijnej doktryny oraz chrześcijańskiego życia z dzisiejszej perspektywy. Czasopismo zawiera również aktualności z życia Kościoła oraz informacje o działalności innych Kościołów ewangelikalnych w kraju i na świecie. Można w nim również znaleźć recenzje literatury oraz muzyki chrześcijańskiej.

## Redaktorzy naczelni
W okresie międzywojennym redaktorami naczelnymi byli: w latach 1925-1935 Ludwik Miksa, w latach 1936-1939 Alfred Władysław Kurzawa.
Po II wojnie światowej stanowisko to zajmowali m.in. Alfred Władysław Kurzawa (1948-1949), Michał Stankiewicz (1956-1961), Krzysztof Bednarczyk (1985-1987), a następnie Włodzimierz Tasak.